# Liste der Nummer-eins-Hits in Norwegen (2007)
Diese Liste enthält alle Nummer-eins-Hits in Norwegen im Jahr 2007. Es gab in diesem Jahr 16 Nummer-eins-Singles und 23 Nummer-eins-Alben.
| Singles | Alben |
| --- | --- |
| - Bjørn Eidsvåg – Floden - 2 Wochen (52/2006 – 1/2007, insgesamt 3 Wochen; → 2006) - Kurt Nilsen, Espen Lind, Askil Holm & Alejandro Fuentes – Hallelujah - 1 Woche (2/2007) - Akon feat. Eminem – Smack That - 2 Wochen (3/2007 – 4/2007) - William Hut – Take It Easy - 1 Woche (5/2007) - Amy Winehouse – Rehab - 5 Wochen (6/2007 – 10/2007) - Nelly Furtado – All Good Things (Come to an End) - 1 Woche (11/2007) - Mika – Grace Kelly - 1 Woche (12/2007, insgesamt 9 Wochen) - Grandiosa – Full pakke - 2 Wochen (13/2007 – 14/2007) - Mika – Grace Kelly - 8 Wochen (15/2007 – 22/2007, insgesamt 9 Wochen) - Rihanna feat. Jay-Z – Umbrella - 4 Wochen (23/2007 – 26/2007, insgesamt 7 Wochen) - Kurt Nilsen – Push Push - 2 Wochen (27/2007 – 28/2007) - Rihanna feat. Jay-Z – Umbrella - 3 Wochen (29/2007 – 31/2007, insgesamt 7 Wochen) - Sichelle – Fuck deg - 3 Wochen (32/2007 – 34/2007) - Timbaland feat. Keri Hilson – The Way I Are - 2 Wochen (35/2007 – 36/2007) - Fergie – Big Girls Don't Cry - 3 Wochen (37/2007 – 39/2007) - Alejandro Fuentes – Hell If I - 5 Wochen (40/2007 – 44/2007) - Madcon – Beggin’ - 7 Wochen (45/2007 – 51/2007, insgesamt 12 Wochen; → 2008) - Glenn Lyse – Days Go By - 1 Woche (52/2007) | - Sivert Høyem & The Volunteers – Exiles - 1 Woche (1/2007) - Westlife – The Love Album - 4 Wochen (2/2007 – 5/2007) - Norah Jones – Not Too Late - 1 Woche (6/2007) - Amy Winehouse – Back to Black - 5 Wochen (7/2007 – 11/2007) - D.D.E. – No går det så det suse - 1 Woche (12/2007) - BigBang – Too Much Yang - 1 Woche (13/2007) - Magnet – The Simple Life - 1 Woche (14/2007) - Mika – Life In Cartoon Motion - 4 Wochen (15/2007 – 18/2007) - Dimmu Borgir – In Sorte Diaboli - 1 Woche (19/2007) - Björk – Volta - 1 Woche (20/2007) - Linkin Park – Minutes to Midnight - 3 Wochen (21/2007 – 23/2007) - Verschiedene Interpreten – Melodi Grand Prix Junior 2007 - 1 Woche (24/2007) - Traveling Wilburys – The Traveling Wilburys Collection - 4 Wochen (25/2007 – 28/2007) - Postgirobygget – Tidløs - 1 Woche (29/2007) - Johnny Logan & Friends – The Irish Connection - 5 Wochen (30/2007 – 34/2007) - Paul Potts – One Chance - 1 Woche (35/2007) - Raga Rockers – Übermensch - 3 Wochen (36/2007 – 38/2007) - Henning Kvitnes – Stemmer i gresset - 2 Wochen (39/2007 – 40/2007) - Bruce Springsteen – Magic - 2 Wochen (41/2007 – 42/2007) - Hellbillies – Spissrotgang - 2 Wochen (43/2007 – 44/2007) - Eagles – Long Road Out Of Eden - 3 Wochen (45/2007 – 47/2007) - Led Zeppelin – Mothership - 1 Woche (48/2007) - Secret Garden – Inside I'm Singing - 5 Wochen (49/2007 – 1/2008) |
| | |

Siehe auch: Nummer-eins-Hits 2007 in  Australien, Belgien, Dänemark, Deutschland, Finnland, Frankreich, Irland, Italien, Japan, Kanada, Kroatien, Mexiko, Neuseeland, den Niederlanden, Österreich, Polen, Portugal, Rumänien, Schweden, der Schweiz, Slowakei, Spanien, Südkorea, Tschechien, Ungarn, den Vereinigten Staaten und im Vereinigten Königreich.